# Мирхаликов, Темурбай
Темурбай Мирхаликов — советский хозяйственный, государственный и политический деятель.

## Биография
Родился 29 октября 1938 года в селе Шайх Бурхон Худжандского района. Член КПСС с 1964 года.

С 1956 г. - машинист красильно-отделочного производства Ленинабадского шелкового комбината.
В 1958 - 1963 гг. - студент Ташкентского текстильного института.
В 1963 - 1976 гг. Работал замначальника цеха, начальником цеха, заместителем главного инженера Худжандского шелкокомбината, заведующим отделом Ленинабадского обкома КП Таджикистана, первым заместителем министра легкой промышленности Таджикской ССР.
В 1976 - 1983 гг. - Министр лёгкой промышленности Таджикской ССР, председатель Госплана, заместитель Председателя Совмина Таджикской ССР.
С 17 сентября 1983 до 17 января 1987 гг. - Секретарь ЦК КП Таджикистана.
С 13 января 1987 до 21 сентября 1991 гг. - Первый секретарь Ленинабадского обкома КПТ.
Одновременно с марта 1990 до 1991 гг. - Председатель Ленинабадского областного Совета.
Избирался депутатом Верховного Совета Таджикской ССР 10-го и 11-го созывов, Верховного Совета СССР 11-го созыва (с 28 февраля 1988 г.).
Народный депутат СССР от Ленинабадского территориального избирательного округа № 730 в 1989-1991 г. Был членом Комитета Верховного Совета СССР по вопросам правопорядка и борьбы с преступностью.
Был членом ЦК и Бюро ЦК КП Таджикистана.
Награждён орденом «Знак Почета» и медалью «За доблестный труд» в ознаменование 100-летия со дня рождения В.И. Ленина.